# デイヴィッド・ティース

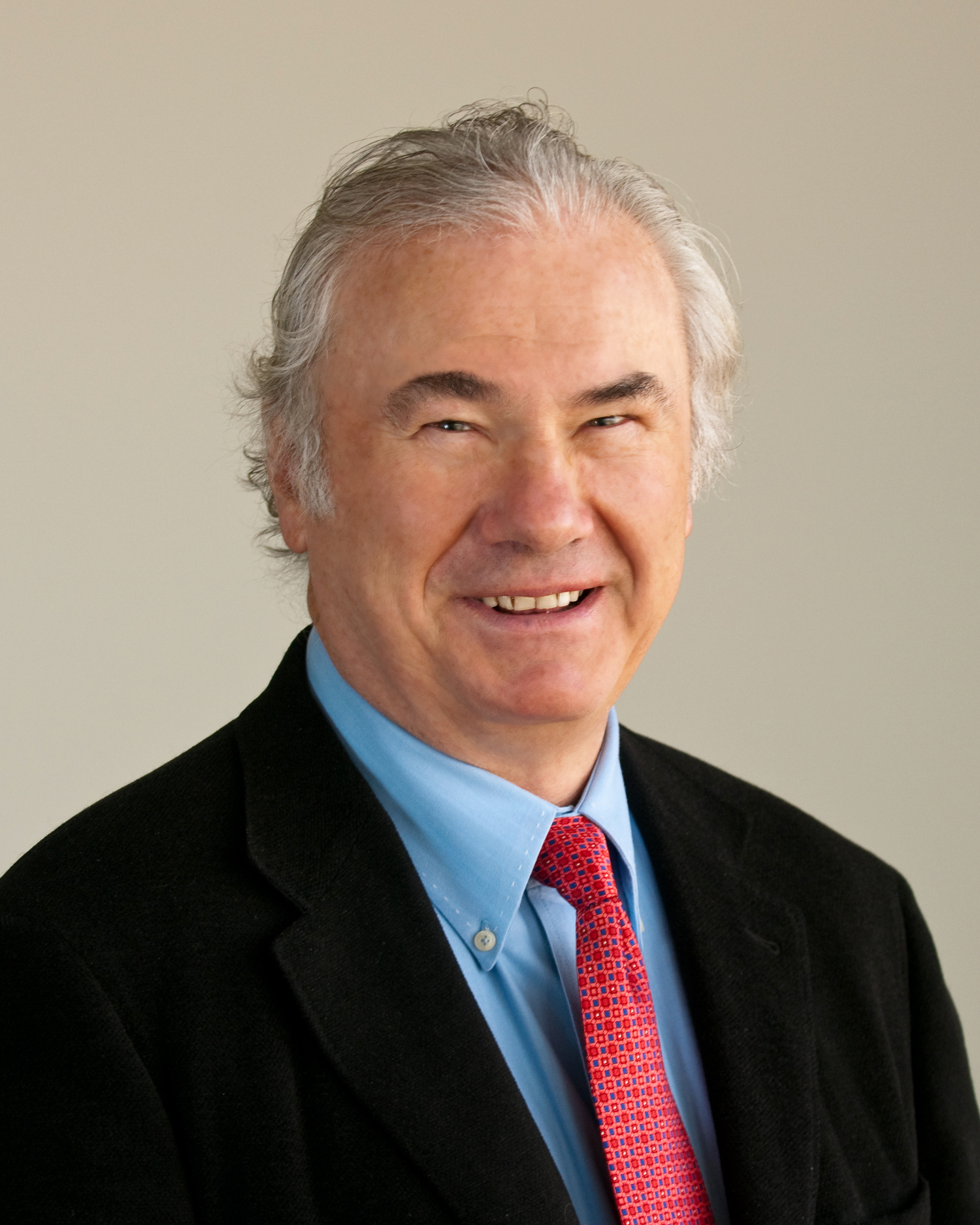
デイヴィッド・ティース

デイヴィッド・ティース（David J. Teece、またはDavid John Teece、1948年9月2日 - ）は、アメリカ合衆国の経営学者。専攻は経営戦略論、イノベーション論、知財戦略など
。カリフォルニア大学バークレー校ハース・ビジネススクール教授。

## 来歴
1938年、ニュージーランド南島北東部の都市ブレナムで生まれた。1967年にカンタベリー大学に入学、商学部で学士・修士課程修了。その後アメリカ合衆国に移り、ペンシルベニア大学経済学部で産業経済論、国際貿易、技術革新を専攻し博士号を獲得。
1975年から1982年にはスタンフォード大学経営大学院で教鞭をとり、その後カリフォルニア大学バークレー校ハース・ビジネススクールに移り、主席教授となる。200本以上の論文と12巻の書籍を上梓している。

## 受賞
- 2021年 - クラリベイト引用栄誉賞

## 著書
- 『ダイナミック・ケイパビリティ戦略: イノベーションを創発し、成長を加速させる力』ダイヤモンド社 2013年　谷口和弘、蜂巣旭、川西章弘、ステラ・S・チェン共訳　ISBN 978-4478011454
- Strategy, Innovation and the Theory of the Firm. Edward Elgar. 2012.
- Dynamic Capabilities and Strategic Management: Organizing for Innovation and Growth. Oxford University Press. 2009. Second edition (with new preface), 2011.
- The Transfer and Licensing of Know-How and Intellectual Property: Understanding the Multinational Enterprise in the Modern World. World Scientific Publishing. 2008.
- 『ケイパビリティの組織論・戦略論』中央経済社 2010年　渡部直樹 共著　ISBN 978-4502679100
- Technological Know-How, Organizational Capabilities and Strategic Management. World Scientific Publishing. 2008.
- Managing Intellectual Capital: Organizational, Strategic, and Policy Dimensions. Oxford University Press. 2000.
- 『競争への挑戦―革新と再生の戦略』白桃書房 1988年 石井淳蔵、金井壽宏、野中郁次郎、奥村昭博、角田隆太郎 共訳 ISBN 978-4561221616
- Economic Performance and the Theory of the Firm: The Selected Papers of David Teece. 1 and 2. Edward Elgar Publishing. 1998.
- Teece, David; Jorde, Thomas, eds. (1992). Antitrust, Innovation and Competitiveness. Oxford University Press.